# Gastronomía de Liberia

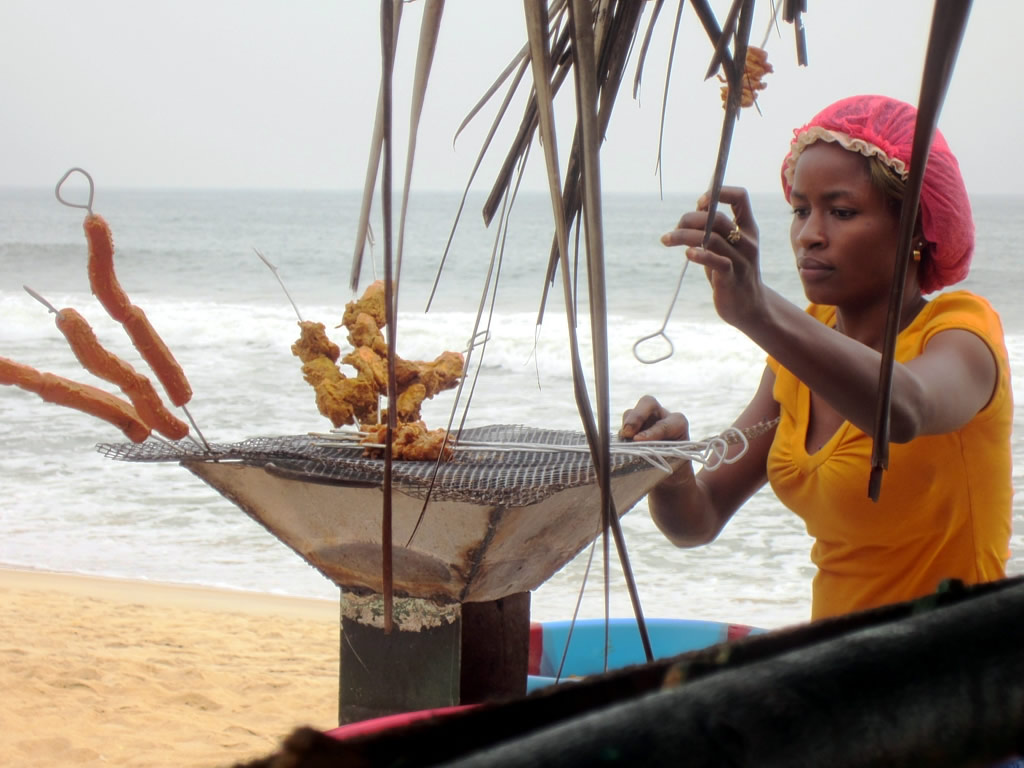
Un barbacoa en la playa de Sinkor, Monrovia, Liberia

Ubicación de Liberia

La gastronomía liberiana ha sido influenciada por el contacto, el comercio y la colonización de los Estados Unidos, y especialmente está especialmente influenciada de la gastronomía del sur de Estados Unidos, y también por la gastronomía de África occidental. La dieta se centra en el consumo de arroz y otros almidones, frutas tropicales, verduras, pescado y carne locales. Liberia también tiene una tradición panadera importada de los Estados Unidos que es única en África occidental.

## Alimentos básicos

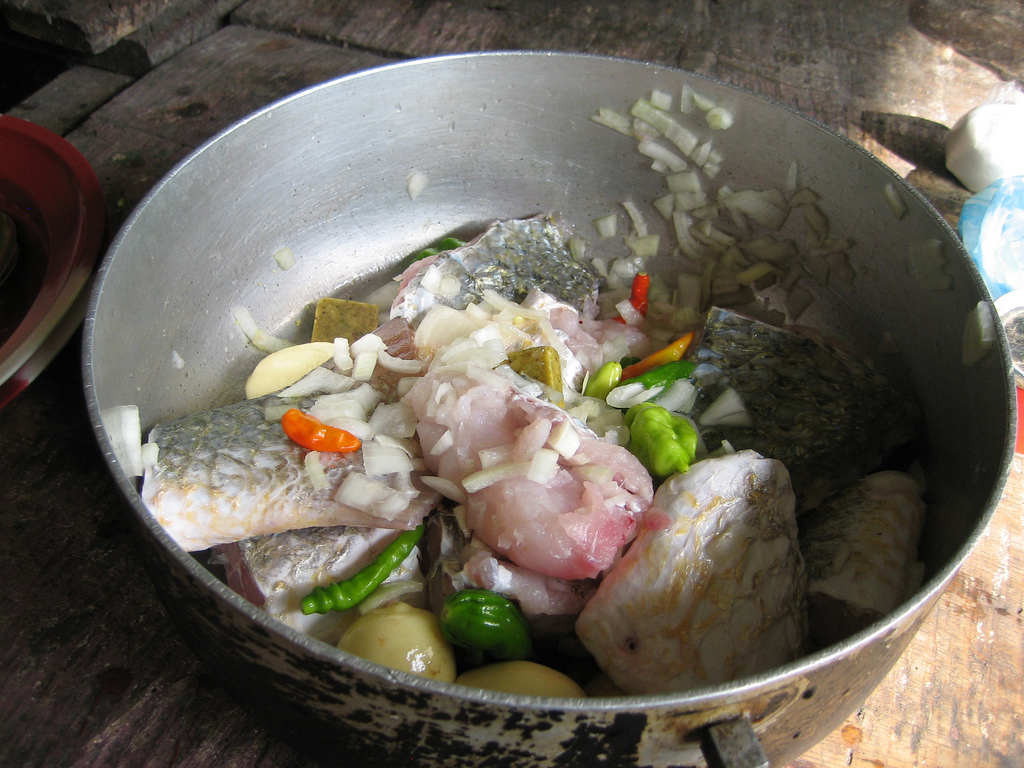
Un Panoramio

### Almidones
El arroz es un alimento básico de la dieta de Liberia, ya sea comercial o rural («arroz de pantano»), y se sirve «seco» (sin salsa), con estofado o sopa vertido sobre él, cocinado en el clásico arroz jollof o molido en harina para hacer country breh (tipo de pan). La yuca se procesa en varios tipos de alimentos con almidón similares: fufu, dumboy y GB (o geebee). Eddoes (raíz de taro) también se come.

### Frutas y vegetales
Algunas frutas y verduras típicas de Liberia son la yuca, los plátanos, los cítricos, el coco, la okra y la batata. Estofados picantes de chile habanero y chile boney son populares y se consumen con fufu. La planta de la patata verde o patata dulce, se cultiva y consume ampliamente, al igual que la Solanum incanum (una pequeña verdura similar a la berenjena) y la okra.

### Pescados y carnes
El pescado es una de las principales fuentes de proteínas animales en Liberia, con un estudio de 1997 que señala que en los países de la Alta Guinea (de los cuales Liberia es uno), el pescado representa el 30-80% de las proteínas animales en la dieta. Sin embargo, los estudios han señalado que en esa región, el consumo de pescado en realidad disminuyó de los años 70 a los 90 debido a la «degradación de la tierra y las cuencas». Los pequeños peces secos se conocen como cuerpos o bonnies.

#### Caza tropical
La carne de caza de animales silvestres es ampliamente consumida en Liberia y se considera un manjar. Una encuesta de opinión pública de 2004 encontró que la carne de animales silvestres ocupaba el segundo lugar detrás de los pescados entre los monrovios como una fuente preferida de proteínas. De los hogares donde se servía carne de animales silvestres, el 80% de los residentes dijeron que la cocinaban «de vez en cuando», mientras que el 13% la cocinaban una vez a la semana y el 7% cocinaban carne de caza diariamente. La encuesta se realizó durante la última guerra civil, y ahora se cree que el consumo de carne de animales silvestres es mucho mayor.
Las especies en peligro de extinción son cazadas para el consumo humano en Liberia. Las especies buscadas para alimentarse en Liberia incluyen elefantes, hipopótamos pigmeos, chimpancés, leopardos, cefalofos y varios tipos de monos.

### Alcohol
Mientras que Liberia produce, importa y consume algunas cervezas y licores estándar, el vino tradicional de palma elaborado con fermentación de savia de palmera es popular. El vino de palma se puede beber tal cual, como sustituto de la levadura en el pan o como vinagre después de que se haya agriado. Un ron local también está hecho de caña de azúcar y se llama «jugo de caña» o gana gana